# Ricetto (Collalto Sabino)
Ricetto (Ricettu in dialetto locale) è una frazione di poche decine di abitanti del comune di Collalto Sabino (RI), nel Lazio.

## Geografia fisica
Il paese è situato a 944 m s.l.m. su un colle dell'alta valle del Turano. Il ruscello Rio di Ricetto scorre sotto l'antico abitato fino al fosso di Riancoli che, nel fondovalle turanense, sfocia nel fiume principale che alimenta più a nord il lago del Turano. Confina con i centri abitati di Nespolo, Collegiove, San Lorenzo di Collalto e Tonnicoda, frazione di Pescorocchiano.
Dista circa 5 chilometri dal capoluogo comunale.

## Storia

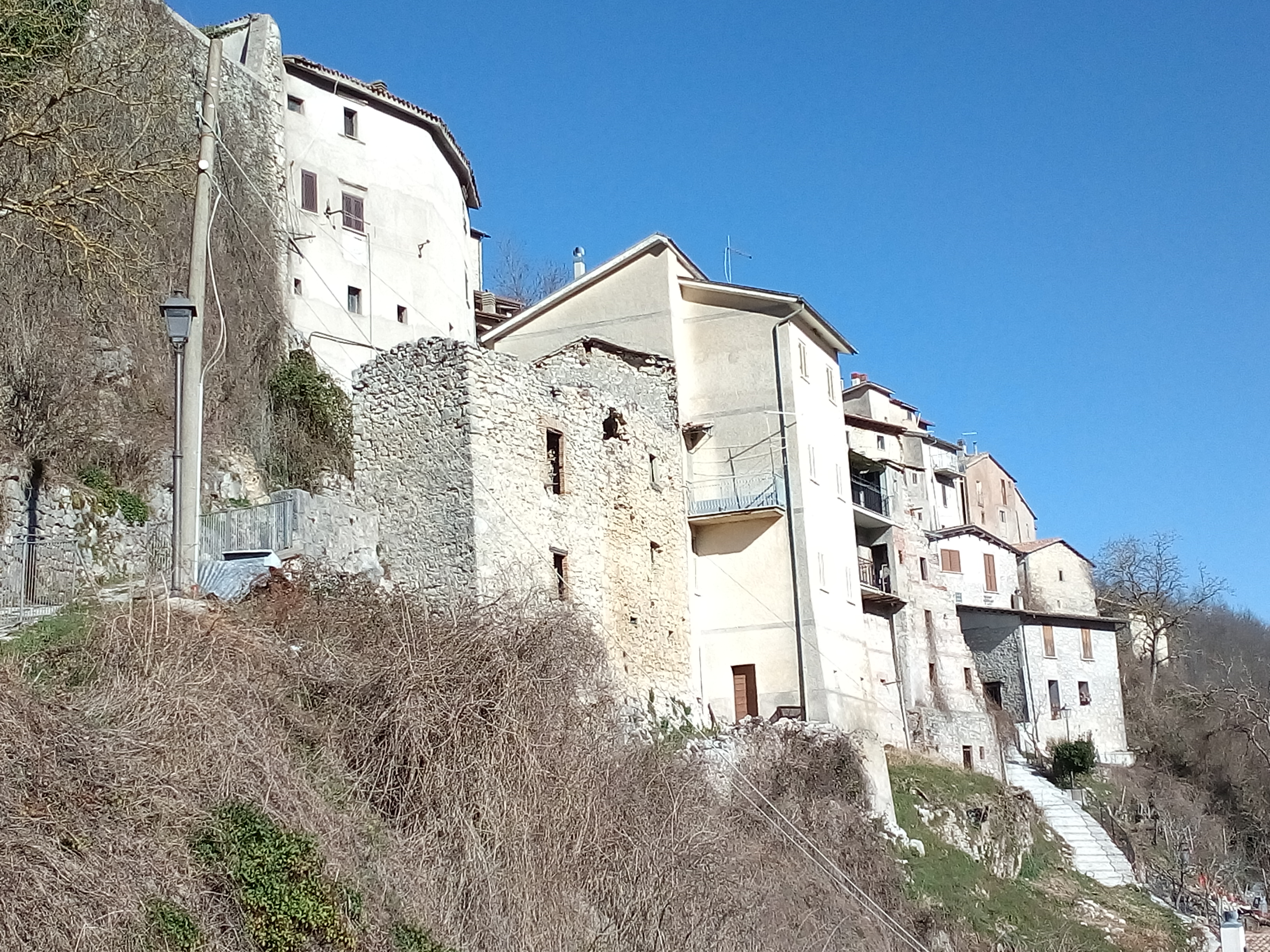
Veduta del borgo

Le origini del borgo risalgono con ogni probabilità alla fase dell'incastellamento medievale in Italia centrale, periodo in cui le popolazioni locali edificarono il borgo-rifugio in un luogo militarmente strategico, lungo le vie di comunicazione tra la valle del Turano e la valle del Salto. Il ricetto sabino era dotato di mura e di due torri, una sulla cima della Vena Incatenata e l'altra denominata torre Cesarina, poste in comunicazione visiva con il castello di Collalto, edificato in posizione dominante sulle valli circostanti. L'area fu inclusa nel fundus Ophiani, zona che acquisì il nome del castello i cui ruderi si trovano nei pressi di Pozzaglia Sabina, appartenuto nell'XI secolo ai signori Lidino, Salomone e Transarico. Quest'ultimo nel 1038 donò all'abbazia di Farfa i possedimenti di Offiano e del castello di Montagliano, presidio militare edificato a monte del limitrofo borgo di San Lorenzo. Successivamente le terre passarono sotto il controllo della contea dei Marsi fino al 1074, anno in cui i conti marsicani riconsegnarono il vasto territorio di Montalianum ai monaci farfensi.
La bolla pontificia di Papa Anastasio IV del 1153 attesta la chiesa di Sant'Andrea in Lacerto come una pieve del territorio turanense.
Appartenuto alla baronia di Collalto il paese, citato nei documenti storici come Castro Ricetti, Recepto o Comunitas Recepti, seguì nel Medioevo le vicende dei territori posti al confine delle contemporanee regioni di Lazio e Abruzzo, gli stessi luoghi che a grandi linee segnarono la demarcazione tra lo Stato Pontificio e il Regno di Napoli prima e il Regno delle Due Sicilie poi, come testimoniano i cippi di confine.
Nella prima metà del XV secolo una parte degli abitanti del castello abbandonato e successivamente distrutto di Montagliano trovò rifugio a Ricetto.
Incluso alla fine del XVIII secolo nel dipartimento del Clitunno, poi nella Delegazione apostolica di Rieti, in seguito all'Unità d'Italia fu aggregato al circondario di Rieti, mandamento di Orvinio, nella provincia umbra di Perugia. Nella prima metà del XIX secolo i borghi di Ricetto e San Lorenzo presentarono invano le istanze per l'istituzione del comune autonomo.
Il brigantaggio postunitario caratterizzò gli eventi storici del territorio fino alla presa di Roma del 1870. Il terremoto della Marsica del 1915 che distrusse quasi completamente la città abruzzese di Avezzano danneggiò gravemente anche i territori limitrofi dell'Appennino centrale.
Nel 1923 Ricetto passò dalla provincia di Perugia alla provincia di Roma nel Lazio. Nel 1927 venne istituita la provincia di Rieti a cui fu aggregata tutta la Sabina.
La transumanza e lo spopolamento che si registrò in particolare al termine della seconda guerra mondiale furono gli avvenimenti storici di maggiore rilevanza del XX secolo.

## Monumenti e luoghi d'interesse

### Architetture religiose

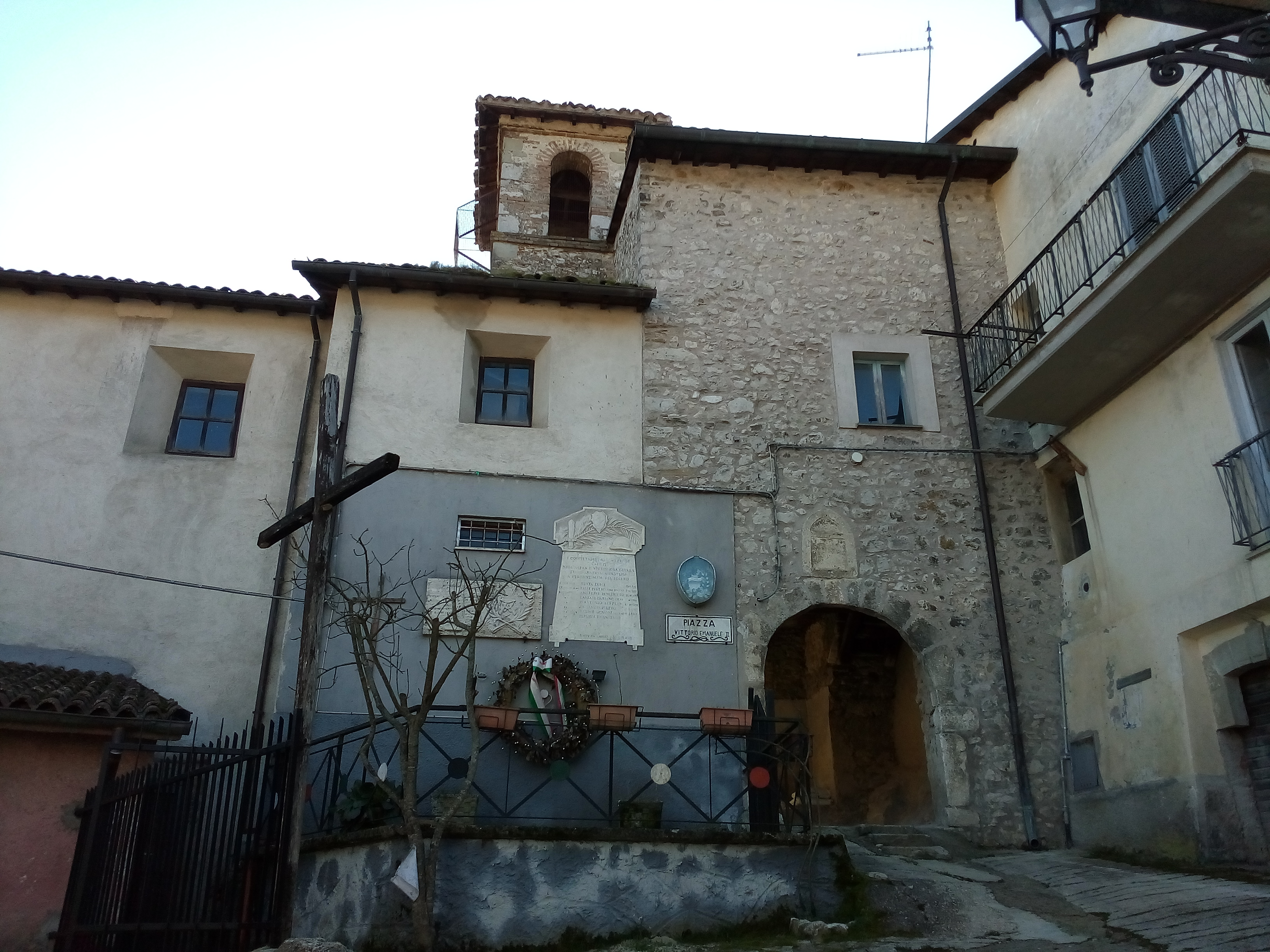
Chiesa di Sant'Andrea apostolo (piazza Vittorio Emanuele II)

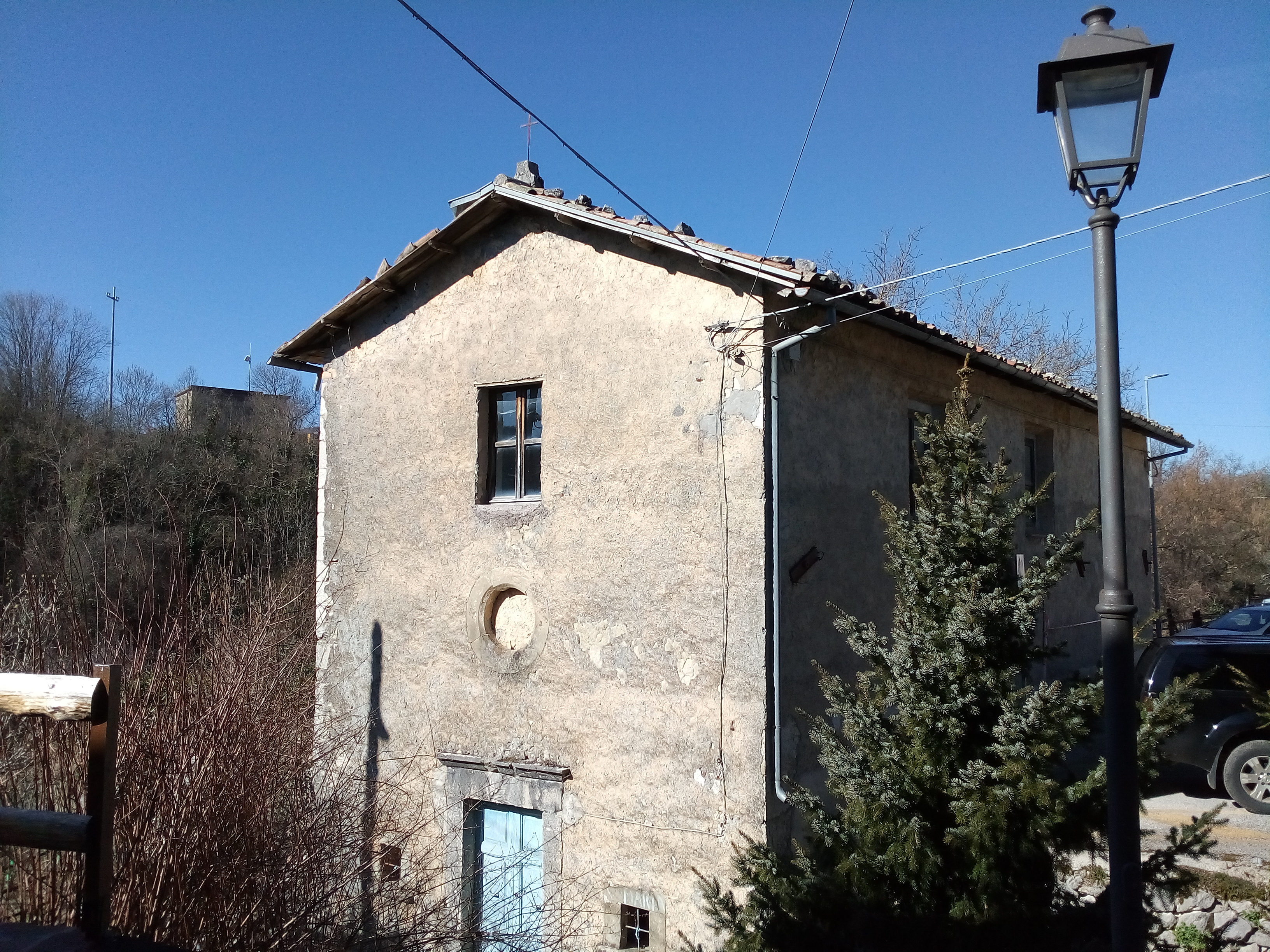
Chiesa di Santa Maria dei Raccomandati

Chiesa di Sant'Andrea apostoloCitata come chiesa parrocchiale di S. Andreae in Lacerto (o Lecepto) nella bolla pontificia di Papa Anastasio IV dell'anno 1153. Qualche anno dopo nel 1182 è di nuovo citata nella bolla di Papa Lucio III.
- Chiesa di Santa Maria dei Raccomandati, citata per la prima volta nell'anno 1398 in un registro della diocesi di Rieti[11].
- Chiesetta di San Rocco, venne edificata all'ingresso del paese, presumibilmente nel corso del XVII secolo dopo la peste del 1656[12].
- Cappella di Santa Maria, il 13 ottobre 1954 il vescovo di Rieti, Mons. Raffaele Baratta ha concesso con decreto vescovile l'indulgenza ai fedeli che visitano l'edicola recitando un'Ave Maria.

### Aree naturali
Rio di RicettoIl ruscello scorre nella parte bassa del territorio ricettano. Salti d'acqua e piccole cascate caratterizzano il suo percorso oltre i resti di un mulino ad acqua, situati poco prima del fosso di Riancoli e non distante dall'omonima forra. La mola veniva utilizzata per la macina dei cereali.
Monte CerviaIl monte, situato a nord est rispetto all'abitato di Ricetto, raggiunge un'altitudine di 1.431 m s.l.m. Dal 1988 fa parte della riserva naturale Monte Navegna e Monte Cervia.
Area Picnic RicettoArea verde attrezzata e inclusiva con ingresso e utilizzo libero, inaugurata nel corso del 2022. Da questa area partono alcuni sentieri che collegano Ricetto ai territori limitrofi di Santa Lucia di Gioverotondo e Tonnicoda, lago del Salto, lago del Turano, Collegiove, Nespolo e Collalto Sabino. È collocata lungo la strada provinciale 28.
Cammino di San Pietro EremitaItinerario storico e naturalistico che ripercorre la peregrinazione di san Pietro l'eremita tra i luoghi della piana del Cavaliere, il sublacense, il turanense e l'alta valle dell'Aniene.
- Fiume Turano.

## Società

### Tradizioni e folclore
Il 30 novembre si svolge la festa patronale in onore di sant'Andrea apostolo. Nel paese sabino è molto sentito anche il culto per santa Maria dei Raccomandati.

## Cultura

### Cucina
Uno dei prodotti tipici del territorio è la castagna rossa del Cicolano, varietà autoctona del castagno europeo, riconosciuta prodotto agroalimentare tradizionale laziale e coltivata nella valle del Salto e nella valle del Turano.

## Infrastrutture e trasporti

### Strade
Il borgo è collegato al capoluogo comunale attraverso le strade provinciali 29 e 34. Dal Bivio di Collegiove si arriva a Ricetto tramite la strada provinciale 28. Il più vicino casello autostradale è quello di Carsoli-Oricola dell'autostrada A24 Roma-L'Aquila-Teramo.

### Ferrovie
La stazione ferroviaria più vicina è quella di Carsoli, ubicata lungo la ferrovia Roma-Sulmona-Pescara.

## Sport
Nella forra di Riancoli, lungo l'omonimo fosso partendo dal Rio di Ricetto, è praticato il torrentismo. Nel territorio è praticato anche l'escursionismo.